# Kinderreport 2007
Der Kinderreport 2007 ist ein vom Deutschen Kinderhilfswerk Mitte November 2007 herausgegebener Bericht über soziale Benachteiligungen und Armut von Kindern.
Der Kinderreport informiert über die aktuelle Armutsverteilung unter Kindern in der Bundesrepublik Deutschland. Er stellt zudem Überlegungen zu den Ursachen und Auswirkungen der Kinderarmut zusammen. Abschluss des Kinderreports bilden die Forderungen des Deutschen Kinderhilfswerks.
Der Kinderreport wird so gut wie jedes Jahr zu einem anderen Thema vom Deutschen Kinderhilfswerk veröffentlicht, begleitet durch eine Umfrage. Der Kinderreport Deutschland 2004 war der erste und wurde ebenfalls vom Kinderhilfswerk herausgegeben.

## Inhalte der Studie
Der Report, an dem mehr als 20 Wissenschaftler, Sozialrichter und Praktiker beteiligt waren, wurde auf einer Pressekonferenz am 15. November 2007 unter Beteiligung der folgenden (Mit)Autoren der Öffentlichkeit vorgestellt:
- Jürgen Borchert, Richter am Sozialgericht, Darmstadt
- Ronald Lutz (FH Erfurt)
- Petra Klug, Projektmanagerin Bertelsmann Stiftung[3]
- Gernot Körner, Geschäftsführer Family Media

Bei der Vorstellung des Buchs „Kinderreport Deutschland 2007“ sprach der Darmstädter Richter Jürgen Borchert insbesondere mit Blick auf die im Report dokumentierte Entwicklung der Kinderarmut von „einem Desaster sondergleichen“. Der Präsident des Kinderhilfswerkes, Thomas Krüger, nannte es „erschreckend“, dass die Kinderarmut gestiegen ist, obwohl die Konjunktur gut und die Arbeitslosenquote gesunken sei.

### Situation der Kinderarmut zum Zeitpunkt der Veröffentlichung
Im Jahr 2007 sind dem Report zufolge in der Bundesrepublik Deutschland 14 % der Kinder arm. Seit der Einführung von Arbeitslosengeld 2 im Jahr 2005 hat sich die Zahl der auf Sozialhilfe und Sozialgeld angewiesenen Kinder auf mehr als 2,5 Millionen verdoppelt. 1965 war jedes 75. Kind unter sieben Jahren auf Sozialhilfe angewiesen, 2007 sei es jedes 6. Kind, wobei Kinder aus Einwandererfamilien besonders betroffen seien. Es wird geschätzt, dass knapp 6 Millionen Kinder in Haushalten wohnen, in denen die Eltern über ein für die Familie nicht existenzsicherndes Jahreseinkommen von insgesamt (höchstens) 15.300 Euro verfügen. Dies sind ein Drittel der kindergeldberechtigten Eltern. Zudem zeigte im Jahr 2004 jedes dritte Kind im Einschulungsalter therapiebedürftige Entwicklungsstörungen oder Verhaltensauffälligkeiten.
Insgesamt verdoppele sich alle zehn Jahre in Deutschland die Zahl armer Kinder.

### Auswirkungen der Kinderarmut
Sozial benachteiligte Kinder
- ernährten sich ungesünder
- bewegten sich weniger
- blieben immer häufiger in isolierten Wohnvierteln unter sich
- besuchten keine guten Schulen
- hätten nur mangelhafte Ausbildungsmöglichkeiten
- hätten keine ausreichend soziale Unterstützung

Schüler würden zunehmend „ohne Beherrschung des Mindestmaßes an Kulturtechnik“ die Schule verlassen.
Kinderarmut werde „vererbt“.

### Ursachen der Kinderarmut
Das Kinderhilfswerk macht in seiner Studie das deutsche Steuer- und Sozialsystem für die Zunahme der Kinderarmut verantwortlich. Familien müssten ein Übermaß an öffentlichen Abgaben tragen.
Laut Familienbericht von 2006 betrugen die öffentlichen Ausgaben für Familien im EU-Durchschnitt 2,1 % des Bruttoinlandsprodukts. In Deutschland erreiche dieser Wert lediglich bei 1,9 %.

### Forderung des Kinderhilfswerks
Das Deutsche Kinderhilfswerk fordert einen „schnellen und radikalen Paradigmenwechsel in der Familien- und Kinderpolitik“.
Gefordert wird konkret
- Ein nationales Programm zur Bekämpfung von Kinderarmut sowie ein Maßnahmenpaket mit Zielvorgaben.
- Die im Steuersystem verankerte Benachteiligung von Familienhaushalten mit Kindern müsse aufgehoben werden.
- Das Kindergeld müsse zu einer eigenständigen Kindergrundsicherung ausgebaut werden.
- Ein flächendeckendes Betreuungsangebot für Kinder ab dem zweiten Lebensjahr müsse geschaffen werden.
- Kinder mit Migrationshintergrund bräuchten eine bessere Förderung
- Aufnahme der Kinderrechte in das Grundgesetz.

## Reaktionen auf die Studie
Der Paritätische Wohlfahrtsverband fordert von der Bundesregierung umgehend einen Maßnahmenkatalog zur Armutsbekämpfung. Die Gewerkschaft Erziehung und Wissenschaft spricht von einem Teufelskreis von Kinder- und Bildungsarmut und fordert auf, diesen zu durchbrechen.